# 루웬조리땃쥐
루웬조리땃쥐(Ruwenzorisorex suncoides)는 땃쥐과에 속하는 포유류의 일종이다. 루웬조리땃쥐속(Ruwenzorisorex)의 유일종이다. 부룬디와 콩고민주공화국, 르완다 그리고 우간다에서 발견된다. 열대산악우림의 냇가 근처에서 사는 반수생동물이다.